# François Baroin

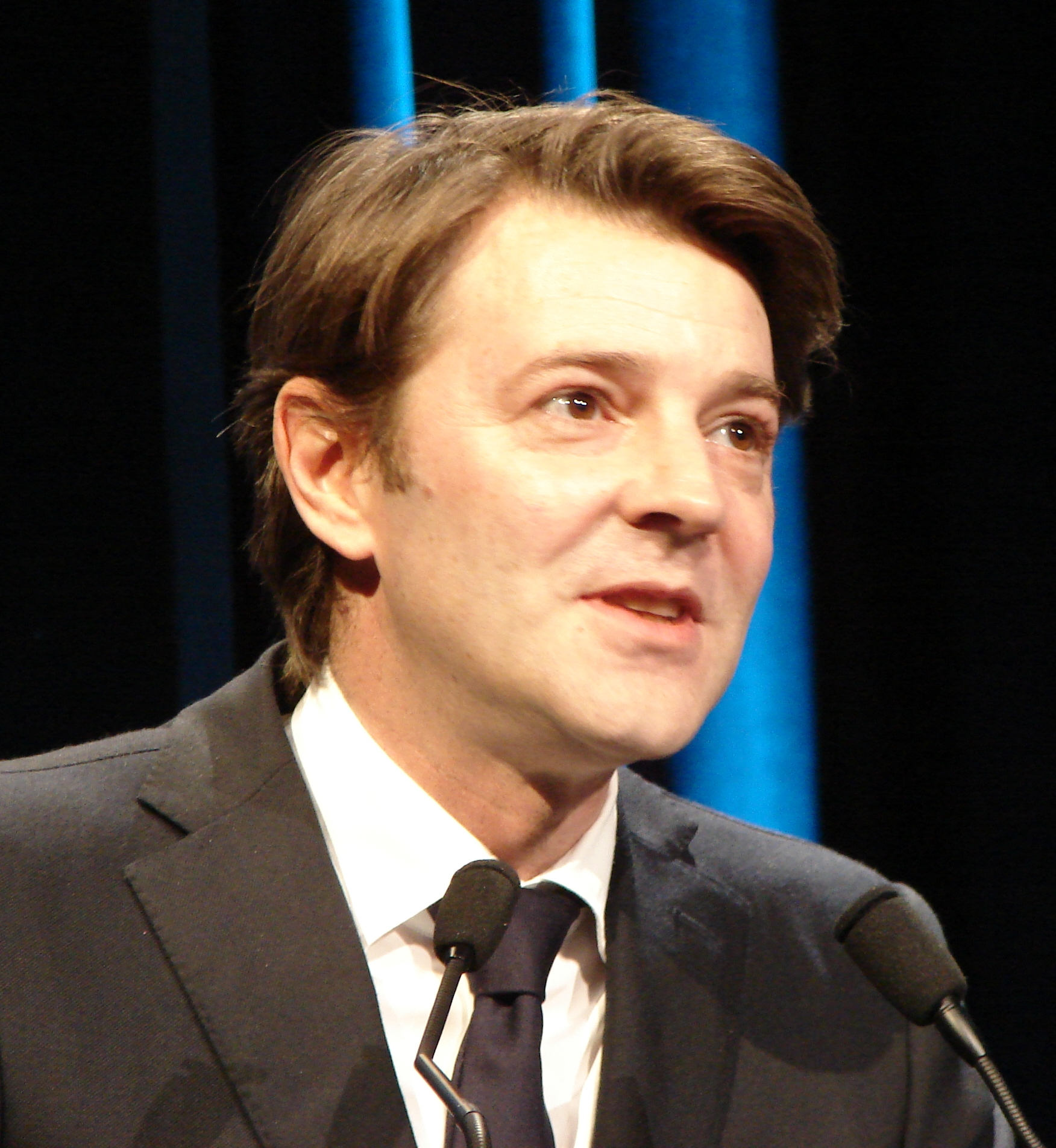
François Baroin

François Baroin, född 21 juni 1965 i Paris, är en fransk politiker. Han representerar det konservativa partiet Union pour un Mouvement Populaire och har innehaft en rad ministerposter. Han var minister för utomeuropeiska departementen 2005-2007, inrikesminister 2007, budgetminister 2010-2011 och finansminister 2011-2012 samt talesperson för regeringen 1995 och 2010-2011. Han var ledamot av Nationalförsamlingen för departementet Aube 1993-1995, 1997-2005 och 2007-2010 samt vice talman 2003-2005. Baroin är sedan 1995 borgmästare i Troyes.
Han avlade examen från Institut supérieur de gestion.